# Zeta1 Antliae
Pour les articles homonymes, voir Zeta Antliae.
Désignations
ζ1 Ant A : GC 13137, HD 82384, HR 3781, SAO 200445

Zeta1 Antliae (ζ1 Ant, ζ1 Antliae) est une étoile binaire de la constellation australe de la Machine pneumatique. Sa magnitude apparente combinée est de 5,76, ce qui en fait une étoile tout juste visible à l'œil nu. Les mesures de la parallaxe indiquent que ce couple d'étoiles se trouve à ∼ 340 a.l. (∼ 104 pc) de la Terre,. Les deux étoiles sont des étoiles de type A de la séquence principale qui tournent rapidement sur elles-mêmes. Leur magnitudes apparentes sont de +6,20 et +7,01 et elles sont séparées par 8,042 secondes d'arc.